# Benin City

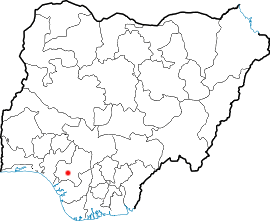
Benin Citys läge i Nigeria

Benin City är en stad i södra Nigeria, belägen vid Beninfloden, cirka 240 km öster om Lagos, och är administrativ huvudort för delstaten Edo. Staden sträcker sig in i de tre distrikten Egor, Ikpoba-Okha och Oredo, vilka sammanlagt hade 1 086 882 invånare vid folkräkningen 2006.
Benin City är huvudort för gummiproduktionen i Nigeria, och har även stora sågbruk och möbelindustri, samt anläggningar för framställning av palmolja. I Benin City ligger University of Benin (grundat 1970),. Staden är katolskt och protestantiskt biskopssäte.
Staden är bebodd sedan 900-talet, och var huvudstad i edofolkets kungadöme Benin. Den var ett beryktat centrum för slavhandeln, och förstördes och plundrades av britterna 1897. Staden är sedan gammalt känd för konsthantverk i brons, elfenben och trä.
Staden blev även huvudstad i den mycket kortlivade självutropade  Republiken Benin (som namngavs efter staden). Denna stat existerade endast i drygt ett dygn mellan den 19 och 20 september 1967. Det gör Benin City till världshistoriens mest kortlivade huvudstad.